# أولاد حبخة (أولاد بوعبد السيد)
أولاد حبخة هو دُوَّار يقع بجماعة بوغريبة، إقليم بركان، جهة الشرق في المملكة المغربية. ينتمي الدوّار لمشيخة أولاد بوعبد السيد التي تضم 12 دوارا. يقدر عدد سكانه بـ 1790 نسمة حسب الإحصاء الرسمي للسكان والسكنى لسنة 2004.

## روابط خارجية
- البوابة الوطنية للجماعات الترابية
- المندوبية السامية للتخطيط